# Iranske kalender
Den iranske kalender (persisk گاهشماری هجری خورشيدى), også kendt som den persiske kalender eller jalali kalenderen, er en solkalender som bruges i Iran og Afghanistan. Den er baseret på observationer og ikke regler, og hvert år starter den derfor ved forårspunktet, fastsat ved præcise astronomiske observationer fra Teheran, mere præcist ved 52,5° øst meridianen, som er Irans officielle meridian, også den som fastsætter Iran standard tid (IRST). Dette gør den mere nøjagtig i forhold til solens bevægelse end den gregorianske kalender, men samtidig er det vanskeligere at regne ud hvilke år som bliver skudår. Det iranske kalenderår 1386 lapper over de gregorianske kalenderår 2007-2008.
Perserne har gennem hele sin kendte historie været optaget af at have et godt kalendersystem. De var blandt de første kulturer som tog en solkalender i brug frem for en månekalender eller en lunisolarkalender.
Den 21. februar 1911 vedtog det andet persiske parlament at bruge solår og -måneder i officielle sammenhænge. Den 31. marts 1925 blev kalenderen sådan som den nu er udformet indført ved lov af samme parlament. Loven specificerer at man bruger den islamiske æra, med start i 622 (året Muhammed rejste fra Mekka til Medina), at første forårsdag er årets første dag, samt antal måneder og antal dage i hver måned. Den sino-uighurske kalenders tolvårscyklus, som blev brugt af mange, blev afskaffet ved samme lov.
Afghanistan tog kalenderen i brug i 1957. De har samme antal dage i månederne, men andre navne for månederne; i stedet for de persiske navne bruges de arabiske navne for stjernetegnene. Pashtotalende bruger deres sprogs navne på stjernetegnene som navne på månederne.
| Rækkefølge | Dage  | Persisk     | Persisk  | Kurdisk   | Kurdisk      | Dari (Variant af persisk i Afghanistan) | Dari (Variant af persisk i Afghanistan) | Afghansk Pashto | Afghansk Pashto |
| Rækkefølge | Dage  | Latin       | Persisk  | Latin     | Kurdisk      | Latin                                   | Arabisk                                 | IPA             | Pashto          |
| 1          | 31    | Farvardin   | فروردین  | Xakelêwe  | خاكه ليوه    | Hamal                                   | حمل                                     | wray            | وری             |
| 2          | 31    | Ordibehesht | اردیبهشت | Golan     | گولا ن       | Sawr                                    | ثور                                     | ʁwayay          | غویی            |
| 3          | 31    | Khordād     | خرداد    | Jozerdan  | جوزه ردان    | Jawzā                                   | جوزا                                    | ʁbargolay       | غبرګولی         |
| 4          | 31    | Tir         | تیر      | Poshper   | پووش په ر    | Saratān                                 | سرطان                                   | tʃungaʂ         | چنګاښ           |
| 5          | 31    | Mordād      | مرداد    | Gelawêj   | گلاويژ       | Asad                                    | اسد                                     | zmaray          | زمری            |
| 6          | 31    | Shahrivar   | شهریور   | Xermanan  | خه رمانان    | Sunbula                                 | سنبله                                   | wagay           | وږی             |
| 7          | 30    | Mehr        | مهر      | Rezber    | ره زه به ر   | Mīzān                                   | میزان                                   | Təla            | تله             |
| 8          | 30    | Ābān        | آبان     | Gelarêzan | گه لا ريژان  | 'Aqrab                                  | عقرب                                    | Laɻam           | لړم             |
| 9          | 30    | Āzar        | آذر      | Sermawez  | سه ر ما وه ز | Qaws                                    | قوس                                     | lindəy          | لیندۍ           |
| 10         | 30    | Dey         | دی       | Befranbar | به فرانبار   | Jaddī                                   | جدی                                     | marʁumay        | مرغومی          |
| 11         | 30    | Bahman      | بهمن     | Rêbendan  | ريبه ندان    | Dalwa                                   | دلو                                     | salwɑʁə         | سلواغه          |
| 12         | 29/30 | Esfand      | اسفند    | Resheme   | ره شه مه     | Hout                                    | حوت                                     | kab             | کب              |

Den første dag i kalenderåret er også dagen for årets største fest i Iran, Afghanistan og omgivende regioner, kaldet Norouz (et ord sammensat af to dele, "no" (ny) og "rouz" (dag), hvilket betyder ny dag).
I den iranske kalender begynder ugen om lørdagen og slutter om fredagen. Ugens dage hedder: Shanbeh (شنبه på persisk), Yekshanbeh (یکشنبه), Doshanbeh (دوشنبه), Seshanbeh (سه شنبه), Chaharshanbeh (چهارشنبه), Panjshanbeh (پنجشنبه) og Jom'eh (جمعه på persisk, oprindeligt arabisk) eller Adineh (آدینه på persisk). I de fleste islamiske lande er Jom'eh en helligdag.

## Ekstern henvisning
Se dagens dato i alle tre formater Arkiveret 1. februar 2008 hos  Wayback Machine (jilali/hijri/gregoriansk)
| Tid | Spire Denne artikel om tid eller kalendere er en spire som bør udbygges. Du er velkommen til at hjælpe Wikipedia ved at udvide den. |